# Dia da Liberdade (Portugal)

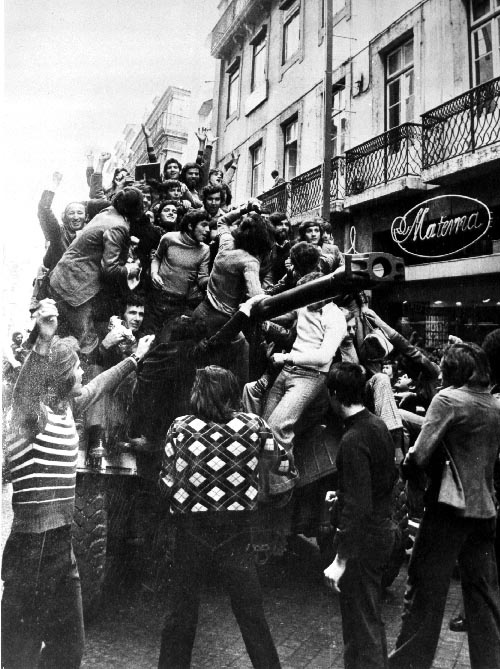
Während der Nelkenrevolution am 25. April 1975

Der Dia da Liberdade (portugiesisch für Tag der Freiheit), meist nur 25 de Abril (portugiesisch für 25. April) oder auch Dia da Revolução dos Cravos (portugiesisch für Tag der Nelkenrevolution), ist ein Feiertag in Portugal. Mit ihm wird der Nelkenrevolution vom 25. April 1974 gedacht. Der linksgerichtete Militärputsch beendete das seit 1932 herrschende, semi-faschistische Estado-Novo-Regime und führte das Land zur Demokratie und zur Europäischen Integration zurück.
Der Dia da Liberdade wurde nach 1975 gesetzlicher Feiertag. Er wird allgemein dem offiziellen Nationalfeiertag, dem seit 1910 jährlich am 10. Juni begangenen Dia de Portugal, gleichgestellt und erhält medial und gesellschaftlich eine noch größere Aufmerksamkeit.